# Francisco de Melo e Castro (Goa)
Francisco de Melo e Castro (* um 1600 in Colares, Portugal; † 1664 in Goa, Portugiesisch-Indien) war ein portugiesischer Kolonialverwalter.
Francisco de Melo e Castro kam 1601 mit seinen Eltern António de Melo e Castro und Maria da Silveira nach Goa. Er war vom 31. Mai 1651 bis zum 6. September 1652 und vom 22. Mai 1656 bis zum 14. Juni 1661 Mitglied des Interimsregierungsrates („Conselho do Governo“) von Portugiesisch-Indien. 1653 bis 1655 war er Gouverneur von Ceylon.
Francisco de Melo e Castro war in erster Ehe mit Isabel de Abranches und in zweiter Ehe mit Ângela de Mendonça (* um 1610) verheiratet. Sein Sohn António de Melo e Castro (* um 1640) war von 1662 bis 1666 Vize-König von Portugiesisch-Indien.